# Středoevropský pohár 1933
Sezóna 1933 byla sedmým ročníkem Středoevropského poháru. Zúčastnily se dva nejlepší týmy z uplynulého ročníku domácí ligy z Československa, Rakouska, Maďarska a Itálie. Vítězem se stal tým FK Austria Wien.

## Čtvrtfinále
| Domácí v 1. zápase   | Celkem | Hosté v 1. zápase   | 1. zápas | 2. zápas |
| -------------------- | ------ | ------------------- | -------- | -------- |
| Újpest FC            | 4 – 10 | Juventus FC         | 2 – 4    | 2 – 6    |
| SK Slavia Praha      | 3 – 4  | FK Austria Wien     | 3 – 1    | 0 – 3    |
| Hungária FC          | 3 – 5  | AC Sparta Praha     | 2 – 3    | 1 – 2    |
| First Vienna FC 1894 | 1 – 4  | AS Ambrosiana Inter | 1 – 0    | 0 – 4    |

## Semifinále
| Domácí v 1. zápase  | Celkem | Hosté v 1. zápase | 1. zápas | 2. zápas |
| ------------------- | ------ | ----------------- | -------- | -------- |
| AS Ambrosiana Inter | 6 – 3  | AC Sparta Praha   | 4 – 1    | 2 – 2    |
| FK Austria Wien     | 4 – 1  | Juventus FC       | 3 – 0    | 1 – 1    |

## Finále
| Domácí v 1. zápase  | Celkem | Hosté v 1. zápase | 1. zápas | 2. zápas |
| ------------------- | ------ | ----------------- | -------- | -------- |
| AS Ambrosiana Inter | 3 – 4  | FK Austria Wien   | 2 – 1    | 1 – 3    |